# Nycticeius
A Nycticeius az emlősök (Mammalia) osztályának a denevérek (Chiroptera) rendjéhez, ezen belül a kis denevérek (Microchiroptera) alrendjéhez és a simaorrú denevérek (Vespertilionidae) családjához tartozó nem.
Korábban ebbe a nembe tartoztak a következő nemek fajai is: Nycticeinops - 1 faj , Scoteanax - 1 faj és Scotorepens - 4 faj.

## Rendszerezés
A nembe az alábbi 3 faj tartozik:
- Nycticeius aenobarbus
- Nycticeius cubanus
- Nycticeius humeralis típusfaj